# Elton (Louisiana)
Elton is een plaats (town) in de Amerikaanse staat Louisiana, en valt bestuurlijk gezien onder Jefferson Davis Parish.

## Demografie
Bij de volkstelling in 2000 werd het aantal inwoners vastgesteld op 1261.
In 2006 is het aantal inwoners door het United States Census Bureau geschat op 1254, een daling van 7 (-0,6%).

## Geografie
Volgens het United States Census Bureau beslaat de plaats een oppervlakte van
4,3 km², geheel bestaande uit land. Elton ligt op ongeveer 13 m boven zeeniveau.

## Plaatsen in de nabije omgeving
De onderstaande figuur toont nabijgelegen plaatsen in een straal van 28 km rond Elton.